# Henri Hauser
Henri Hauser (* 19. Juli 1866 in Oran, Algerien; † 27. Mai 1946 in Montpellier) war ein französischer Historiker und Nationalökonom.
1870 zogen seine Eltern nach Paris, wo Hauser an der École normale supérieure studierte. Nach seiner Promotion lehrte er ab 1893 an der Universität von Clermont-Ferrand Geschichte der Antike und des Mittelalters, ab 1903 an der Universität Dijon moderne Geschichte und Geographie. Von 1919 bis 1936 war er Professor für Wirtschaftsgeschichte an der Sorbonne, ab 1927 auf einem für ihn geschaffenen Lehrstuhl. Außerdem lehrte er seit 1915 am Conservatoire National des Arts et Métiers, von 1918 bis 1933 hatte er hier den Lehrstuhl für Handels- und Industriegeographie inne. Nach seiner Emeritierung wurde er Forschungsleiter am Centre national de la recherche scientifique.
Hauser nahm Gastprofessuren an der Harvard University (1923) und der Universität Leiden (1930) wahr, erhielt mehrere Ehrendoktorwürden und war Mitglied der norwegischen Akademie der Wissenschaften. Aufgrund der antijüdischen Gesetzgebung des Vichy-Regimes zog er sich mit seiner Familie 1940 nach Montpellier zurück, wo er weiter unterrichtete und nur dank der Unterstützung von Freunden der Deportation entging.
Hauser versuchte die Sozial- und Wirtschaftswissenschaften für die Geschichtsschreibung fruchtbar zu machen, blieb aber skeptisch gegenüber der Anwendung statistischer Methoden, was ihn von der damals entstehenden Annales-Schule unterschied. Deren Begründer Marc Bloch folgte ihm 1936 auf seinem Lehrstuhl an der Sorbonne. Neben seinen Forschungen zur frühen Neuzeit analysierte er stets die aktuellen politischen und ökonomischen Entwicklungen, vor allem auch in Deutschland.

## Werke
- François de la Noue (1531–1591), 1892. (Dissertation)
- Ouvriers du temps passé. XVe-XVIe siècles, 1899.
- Colonies allemandes, impériales et spontanées, 1900.
- L’impérialisme américain, 1905.
- La Patrie, la guerre et la paix à l’école, 1905.
- Les sources de l’histoire de France: XVIe siècle (1494–1610), 4 Bde., 1906–1915.
- Études sur la Réforme française, 1909.
- (mit weiteren Autoren): Notre empire colonial, 1910.
- La guerre européenne et le problème colonial, 1915.
- Les méthodes allemandes d’expansion économique, 1915.
- Le principe des nationalités, ses origines historiques, 1916.
- L’Allemagne et le problème colonial, 1917.
- Travailleurs et marchands dans l’ancienne France, 1920.
- Propos d’un ignorant sur l’économie nationale, 1923.
- Les débuts du capitalisme, 1927.
- Les origines historiques des problèmes économiques actuels, 1930.
- In der Reihe Peuples et Civilisations:

- (mit Augustin Renaudet): Les débuts de l’âge moderne. Rénaissance et Réforme, 1929.
- La prépondérance espagnole (1559–1660), 1933.
- (mit weiteren Autoren): Du libéralisme à l’impérialisme (1860–1878), 1939.

- Recherches et documents sur l’histoire des prix en France de 1500 à 1800, 1936.
- La naissance du Protestantisme, 1940 (Mythes et religions 5).
- La pensée et l’action économique du cardinal de Richelieu, 1944.